# Александрия (дендропарк)
Александрия (укр. Олександрія) — дендропарк в городе Белая Церковь Киевской области Украины. Государственный дендропарк Национальной Академии наук Украины. Памятник садово-паркового искусства, основан в конце XVIII в. Один из крупнейших парков Восточной Европы.
Парк является образцом пейзажной парковой композиции, основу которой составляют растения, архитектурные сооружения, скульптуры, водная гладь реки Рось и прудов.
Парк расположен по адресу: Киевская область, г. Белая Церковь — 13 (центральный вход — г. Белая Церковь, бульв. Александрийский). Директор: кандидат биологических наук Бойко Наталия Сергеевна.
Территория представляет собой пойменную террасу реки Рось и характеризуется равнинным наклоном местности к реке. Рельеф дополняется наличием трёх балок, которые вытянулись почти в меридиональном направлении.
В композиции плана и стилевой направленности архитектурных объёмов и сооружений Александрия имеет общие черты с другими парками романтического стиля. Стиль архитектуры — поздний классицизм.

## Почвы
По данным агропочвенного обследования почвы дендропарка принадлежат к следующим генетическим группам: серые лесные, чернозёмы, дёрно-луговые, болотные почвы.
На территории парка наиболее распространены серые лесные почвы. И хотя гумусный горизонт у всех грунтов мощный (местами достигает 50-60 см.) он содержит только 1,2-2,8 % гумуса, с недостаточным количеством подвижных форм азота, калия и фосфора.

## Климат
Климат района расположения парка характеризуется умеренной континентальностью. По данным Белоцерковской метеорологической станции средняя многолетняя годовая температура воздуха составляет 6,9 °C, средняя за многолетний период количество осадков составляет 498 мм, около 80 % которых выпадает в виде дождя, минимальная температура −32,4 °C в январе, максимальная +38 °C в июне. Температура грунта 0 °C и ниже наблюдается к глубине 40 см, с декабря по март. Число облачных дней в году — 146, солнечных — 46 дней. Снежный покров лежит 80 дней. Иногда наблюдаются поздние весенние заморозки (в 1999 году 5-7 мая на поверхности грунта — 7,9 °C; в 2000 году 2-4 мая — 2,5 °C).
Район характеризуется неустойчивым увлажнением, поэтому есть вероятность засушливых лет.
Средняя дата перехода среднесуточной температуры воздуха выше уровня +5 °C весной 6-8 апреля, осенью — 26-28 октября, средняя продолжительность вегетационного периода 170—180 дней.
Таким образом, климат в районе расположения дендропарка благоприятный для растений в том числе интродуцентов из Северной Америки, Дальнего Востока, Малой Азии и ряда других районов.

## Научная работа
Главной задачей дендропарка «Александрия» НАН Украины является осуществление фундаментальных и прикладных исследований с целью получения новых научных знаний, сохранение, восстановления и дальнейшее развитие парка. С этой целью парк осуществляет:
- сохранение, восстановление и дальнейшее развитие дендропарка;
- обогащение флоры парка новыми видами, формами и сортами растений путём интродукции;
- плановое выполнение научно-исследовательских работ ландшафтных и экологических разработок по восстановлению и оптимизации насаждений дендропарка;
- проводит обмен семенем с ботаническими учреждениями Украины и зарубежных стран;
- проводит культурно-просветительскую работу по распространению ботанических знаний среди населения;
- внедряет перспективные древесные и кустарниковые интродуценты в озеленение населённых пунктов;
- внедряет новые сорта плодовых деревьев и кустов в практику садоводства среди населения и сельскохозяйственных предприятий региона;
- развивает сферы досуга на территории дендропарка, создает уголки для отдыха и предоставляет платные услуги посетителям дендропарка;
- осуществляет строительство, реконструкцию в соответствие с утверждёнными планами по титульным спискам и проектно-сметной документации;
- проводит научно-исследовательские работы по наличию и степени загрязнения грунтовых вод нефтепродуктами и тяжёлыми металлами согласно государственным программам и проектам;
- анализирует влияние техногенного загрязнения на растительный мир.

## История

### Предыстория
В 1774 году польский король Август Станислав Понятовский получает в пожизненное владение от Речи Посполитой тогда богатейшее на Украине Белоцерковское староство, которое 13 декабря того же года передает вместе со зданиями в Варшаве великому коронному гетману Польши Францишеку Ксаверию Браницкому. Эти земли Ксаверий Браницкий получил в награду за подавление ряда крестьянско-казацких восстаний — Колиивщины. В его новые владения вошли также города Белая Церковь и Ставище, 134 села с населением свыше 40 тысяч человек. С этих пор Белая Церковь становится частной собственностью графов Браницких.
В 1781 году в Санкт-Петербурге гетман вступил в брак с любимой камер-фрейлиной императрицы Екатерины ІІ, племянницей Светлейшего князя Григория Потёмкина, Александрой Васильевной Энгельгардт. Брак Ф. К. Браницкого с А. В. Энгельгардт отвечал политическим реалиям того времени. Екатерина ІІ желала стабильного мира с Польшей и поддерживала браки между русскими дворянами и польской шляхтой. За Александрой гетман Браницкий получил приличное приданое — 600 000 рублей серебром и крупные земельные владения. Екатерина ІІ подарила супругам на свадьбу Шуваловский дворец в Петербурге. Доход К. Браницкого от одной только Белой Церкви приносил 750 000 золотых, вместе с другими имениями (Ставище, Рокитное, Лисянка и другими) доход составлял приблизительно 2 миллиона.
Зиму Браницкие проводили при дворе Екатерины ІІ в Петербурге, а летом переезжали в свои имения на Украине, чаще всего в Белую Церковь. В 1784 году А. В. Браницкая получила это имение в подарок от мужа и начала приводить его в порядок. По характеру графиня была волевой, целеустремлённой женщиной, которая умела самостоятельно решать вопросы управления имением, она была очень экономной хозяйкой.
Парки европейских столиц, где она неоднократно бывала, вдохновили Александру Браницкую на создание не менее изысканного парка в своей главной резиденции. Сначала она была намерена выстроить парк в Шкаровском лесу (в 10 км на юг от Белой Церкви), но со временем, детальнее ознакомившись с окружающей местностью, остановилась на участке древней дубравы в западном направлении, в 3 км от Белой Церкви, в урочище Гаек. Название парка дала в свою честь — «Александрия».
В 1791 году умер князь Григорий Потёмкин. После его смерти графиня, при поддержке Екатерины ІІ получила большую часть наследства князя. Учитывая ту роль, которую сыграл в её жизни Г. Потёмкин, Браницкая решила посвятить строительство будущего парка его памяти, а также выстроить в парке его мавзолей. Проект мавзолея выполнил в 1795 году известный архитектор Иван Старов, автор Таврического дворца Г. Потёмкина в Петербурге. Мавзолей должен был стать доминантой всей новой композиции парка «Александрия». Он должен был рассказывать о жизни и величии князя Г. Потёмкина.
После смерти Екатерины ІІ, русский трон унаследовал Павел І, который крайне отрицательно относился ко всему, что было связано с именем князя Таврического. Браницких перестали принимать при дворе, за ними был установлен негласный надзор. По этой причине графиня была вынуждена отказаться от строительства мавзолея. Вместо него, опираясь на композиционные части проекта И. Старова, было построено несколько других сооружений. Для строительства парка из Европы были приглашены специалисты по садово-парковому искусству.

### Застройка парка
Автором генерального плана застройки парка стал известный французский архитектор Мюффо. Позднее в парке работали архитекторы и садовники Станге, Бартецкий, Витт, Енс, которые воплотили в жизнь проект генерального плана и заложили основу парковых композиций, используя существующий лесостепной ландшафт и естественные для дубравы насаждения. Одновременно с созданием парковых насаждений началось строительство резиденции и других архитектурных устройств.
Много растений для парка завозили из Польши, других стран Европы и мира. Параллельно началась работа по строительству резиденции графов Браницких. «Аустерия» сначала была лишь летней резиденцией, а позднее стала и зимней. Рядом с ней был расположен комплекс павильонов, в том числе Монарший павильон, Бальный зал и другие. С северной, восточной и западной сторон главный дворец окружали административно-хозяйственные здания, которые замыкались внутренней площадкой размерами 92Х74 м. В XX столетии эти здания были уничтожены и к нашему времени не сохранились.
Остальная территория была предназначена для художественного обустройства парка. Парк был украшен Малой и Большой лужайками с близлежащими архитектурными сооружениями: Колоннада «Эхо», «Китайский мостик», «Руины», «Арочный мостик», «Остров Марии», «Остров Роз», разные виды фонтанов, водопадов и малые архитектурные формы. Вместе с лужайками и дубравой, прудами и рекой Рось они образовали замечательный парковый ансамбль, который считается одним из лучших не только на Украине, но и в Европе. Аллеи парка были украшены бронзовыми и мраморными скульптурами, вазами.
На расстоянии 500 м от «Аустерии» расположен экономический двор (с 1946 года администрация парка) — правление эконома, который руководил парковым хозяйством. Здесь содержалось жильё постоянных работников, мастерские, оранжерея и цветковое хозяйство, фруктовый сад, рядом — рыбные пруды. Большой штат прислуги обеспечивал быт Браницких и их гостей. В теплицах для их нужд выращивали экзотические растения: кактусы, орхидеи, ананасы, инжир, цитрусы, итальянский виноград, китайские розы, которые достигали небывалых размеров.
Рядом с дворцовым комплексом с западной стороны расположен сад «Мур» (кирпичная стена для защиты теплолюбивых плодовых деревьев от холодных ветров); с восточной стороны — «Клинья», сад Екатерины ІІ, Сад Потёмкина, Русский сад.
Западная часть парка — треть всей парковой территории, отмежёванная дорогой от экономического двора до Сквирского пути, была отведена под охотничьи угодья (зверинец) и лесопарк. В советское время эту часть парка расширили ещё на 96 га.
В восточной части парка находился сад, который имел название «Дружеский». На железной калитке было написано по-французски: «Перед тем как войти, спроси у своего сердца, умеешь ли ты ценить дружбу». В глубине сада была построена Ротонда в виде раковины, где стоял бюст князя Григория Потёмкина, с надписью под ним: «Полезен миром и войной, Екатеринин друг, благотворитель мой».
В 1815 году А. Браницкая привезла в Белую церковь из Берлина молодого садовника Августа Енца, который на протяжении следующих 54 лет работал в парке, создавая всё новые и новые композиции. Творением его рук были ландшафтные композиции, которые сохранились до нашего времени на Большой и Малой полянах. В благодарность за его многолетний труд и в честь 50-летия службы Августа Енца, хозяева установили в парке памятную чугунную колонну.

### Расцвет
В середине ХІХ столетия парк «Александрия» приобрел большую известность. Его посещали известные люди того времени: Г. П. Державин, А. С. Пушкин, Т. Г. Шевченко. Неоднократно здесь бывали декабристы, члены Южного общества: М. П. Бестужев-Рюмин, С. И. Муравьёв-Апостол, П. И. Пестель и другие, известные польские поэты и художники: Ян Липпоман, который написал об «Александрии» замечательные стихи, Ян Бровинский, который после посещения парка выдал известную поэму «Александрия».
Интересны рисунки, изображавшие парк «Александрия», созданные художниками того времени: Вилибальдом Рихтером, Наполеоном Орда, Михалиной Бержинскою, Феликсом Бжозовским и другими (период 1820—1840 гг.). Особенно удачные рисунки были выполнены Вилибальдом Рихтером — так называемый «Альбом Белоцерковский», который находится ныне у Марии Рей в замке Монтрезор во Франции. Альбом представляет большую книгу (24 иллюстрации), переплетенную в кожаную оправу с позолотой и металлическим обрамлением, где помещены цветные акварели.
Парк часто посещали члены царской семьи, с которыми Браницкие поддерживали тесные отношения. В парке было отдельное место, так называемый Царский сад, где произрастали лиственница и семь американских лип, посаженные императорами Александром Павловичем и Николаем Павловичем, княгиней Александрой Федоровной. Каждое дерево было обнесено чугунной изгородью, на которой под кроной была медная дощечка с надписью, кем и когда было посажено дерево.

### Упадок
Реформа 1861 года, отменившая крепостное право, лишила Браницких бесплатной рабочей силы. С этих пор замедлилось развитие парка «Александрия». Практически до 1917 года в нём выполнялись работы, связанные только с уходом за уже существующими объектами. Пришли в упадок дорожная сеть, протоки между островами зарастали илом, острова сливаются с основным берегом, павильоны, в частности «Руины», повреждаются и больше уже не восстанавливаются. Некоторые другие декоративные павильоны («Люстгаус» и т. п.) были превращены в сараи.
Три поколения графов Браницких расстраивали парк. После смерти Александры Браницкой в 1838 году парк и имения унаследовал её сын Владислав Ксавериевич (1783—1843). Следующим владельцем был Владислав Владиславович (1826—1884). Последней владелицей имений до 1917 года была жена графа Владислава — Мария Евстафиевна из рода Сапег.
Во время гражданской войны 1918—1921 лет парку был нанесён значительный ущерб. Большинство архитектурных сооружений было полностью или частично разрушены. Из «Александрии» вывезли множество ценных мраморных и бронзовых скульптур, значительный ущерб был причинён и парковым насаждениям.
С 1921 года «Александрия» получает новое название — парк им. Ч. Г. Раковского. Исходя из нужд восстановления хозяйства в первые годы Советской власти «на кирпич» разбирались разрушенные или полуразрушенные сооружения, парк использовался для добычи древесины. Ещё больший ущерб парк испытал после решения Белоцерковского окружного исполнительного комитета в 1928 году о постройке на территории парка водопровода для города.
В 1922 году решением Киевского губернского комитета парк «Александрия» был объявлен заповедником и до 1946 года входил в состав сельскохозяйственного техникума (позже — института).
В годы Второй мировой войны были разрушены архитектурные сооружения, повреждена или совсем уничтожена значительная часть деревьев. Во время немецкой оккупации в 1943 году было срезано свыше 3 га вековых деревьев сосны обычной. В зоне редколесья (Дединец, Сад Екатерины ІІ и Потемкина) территория густо заросла дикорастущими травами и бурьяном, что нивелировало прошлый художественный образ этих участков парка. Руины сооружений — дворца, флигелей, танцевального павильона также зарастали травами.

### Восстановление
Согласно постановлению от 10 апреля 1946 года Совет Министров СССР передал парк «Александрия» в ведение Академии наук УССР. С 1946 года начались работы по восстановлению парка. В 1953 году парк передали под научно-методическое руководство Центрального республиканского ботанического сада Академии наук УССР. В 1955 году был разработан проект реставрации и развития парка. В 1957 году, под руководством и при активном участии Д. М. Криворучко в парке начались реставрационные работы. Были восстановлены все основные парковые сооружения за исключением дворца и танцевального павильона: главный вход, Ротонда, Колонна печали, Большой водопад, колоннада Эхо, Китайский и Арочный мостики, фонтаны. Одновременно были построены новые объекты — источник «Лев», «Круглая беседка», заложены новые парковые насаждения. В процессе реставрации и развития растительного комплекса были определены ландшафтные районы парка, проведена комплексная оценка естественных факторов территории и ландшафтная таксация существующих насаждений, организовано центральное планировочное ядро, обустроены новые участки с учётом композиции парка в целом. Была благоустроена и развита сеть аллей, обеспечены водо- и электроснабжение, канализация.

## Галерея: скульптуры
- Скульптура Девы Марии на острове Марии
- Диана
- Пам'ятник Александре Браницкой
- Арочный мостик
- Ротонда
- Скульптура китайского мудреца
- Меркурий
- Памятник Греческому войну
- Китайский мостик
- Колоннада "эхо"
- Скульптура "конская могила"
- Альтанка
- Петербургский меридиан
- Ангел-хранитель
- Ваза
- Колонна "Печаль"